# G.M.O.レコード
G.M.O.レコード（G.M.O. Records）は、1986年に創立されたアルファレコード（現：ソニー・ミュージックレーベルズ）のレコード・レーベルである。G.M.O.は「Game Music Organization」の略。
ゲームミュージックのサウンドトラックを中心に作品をリリースしてきた。

## 沿革

### 前期
史上初のゲーム音楽サウンドトラック『ビデオ・ゲーム・ミュージック』などをリリースしてきたアルファレコード内に設立され、1986年5月25日に第一弾『ファミコン・ミュージック』を発売。当時『スーパーマリオブラザーズ』の大ヒットにともない、同ゲームの音楽作品が多数リリースされていたが、G.M.O.レコードは以降アーケードゲームの音楽を中心に、サウンドトラック作品をリリースしていく。
同レーベルにはファンクラブ「GMOアソシエイツ」も存在。大手ゲームメーカーのみならず、中堅メーカーにまで裾野を広げてアルバムをリリースし、黎明期のゲームミュージックを支えてきた。
しかし、同レーベルの中心人物だった小尾一介、大野善寛らが独立し、1988年6月、ポニーキャニオン内に「サイトロン・レーベル」を創設。ほぼ全てのゲームメーカーのほか、ファンクラブも同レーベルに移籍した。

### 後期
その後、同年は8月にコナミのベストアルバム、12月から翌1989年1月にかけてアイレムの3作品のシングルをリリース。さらに4月には、古代祐三の独立後初の作品『ザ・スキーム』のアルバムを発売する。
以降、古代祐三作品を中心に、引き続きゲームミュージックのサウンドトラックをリリースしていく。
しかし、アルファレコードがアルファミュージック（現：ソニー・ミュージックレーベルズ）に解称した1994年を最後に、活動は途絶える。
なお、一部タイトルは2000年以降、「ゲームサウンドレジェンドシリーズ」としてサイトロンディスクよりCDが復刻販売された。

## 発売されたタイトル

### 前期
下記1986年発売のタイトルはアナログ盤・カセットテープより約1ヶ月遅れてCDが発売された。
タイトー・ゲーム・ミュージック以降は全メディア同日発売。
復刻版は全てCDのみ発売。
任天堂
- ファミコン・ミュージック（LP/CT：1986年5月25日、CD：1986年6月25日、2002年1月9日復刻）
- ファミコン・ミュージックVOL.2（1987年11月28日、2002年2月6日復刻）

コナミ
- コナミ・ゲーム・ミュージック（LP/CT：1986年6月25日、CD：1986年7月25日、2000年11月1日復刻）
- コナミ・ゲーム・ミュージックVOL.2（LP/CT：1986年9月10日、CD：1986年9月25日、2001年1月11日復刻）
- コナミック・ゲーム・フリークス／コナミ矩形波倶楽部（1987年3月25日、2005年11月23日復刻）
- A-JAX -コナミ・ゲーム・ミュージックVOL.4（1988年3月10日、2005年11月23日復刻）

ハドソン
- ハドソン・ゲーム・ミュージック（LP/CT：1986年7月25日、CD：1986年8月25日）
- スターソルジャー（アレンジ・バージョン）（1986年8月25日）※アナログ盤(EP)のみ。

カプコン
- カプコン・ゲーム・ミュージック（LP/CT：1986年8月25日、CD：1986年9月25日、2002年6月19日復刻）
- カプコン・ゲーム・ミュージックVOL.2／アルフ・ライラ・ワ・ライラ（1988年3月25日、2002年7月24日復刻）
  - VOL.3との連動購入特典でオリジナルキャップを抽選で500名にプレゼント
- カプコン・ゲーム・ミュージックVOL.3／アルフ・ライラ・ワ・ライラ（1988年4月20日、2002年8月21日復刻）

テクモ
- テクモ・ゲーム・ミュージック（LP/CT：1986年9月25日、CD：1986年10月25日）

セガ
- セガ・ゲーム・ミュージックVOL.1（LP/CT：1986年12月21日、CD：1987年1月25日、2000年6月21日復刻）
- セガ・ゲーム・ミュージックVOL.2（1987年2月25日、2000年10月18日復刻）
- アフターバーナー -セガ・ゲーム・ミュージックVOL.3（1987年10月10日、2000年12月20日復刻）
- セガ体感ゲームスペシャル（1987年12月21日）
  - ベストアルバム。予約特典はGMO特製セガ・ハーフイヤーカレンダー(先着3万名)

タイトー
- タイトー・ゲーム・ミュージック（1987年1月25日、2002年3月6日復刻）
- ダライアス／ZUNTATA -タイトー・ゲーム・ミュージックVOL.2（1987年6月25日）

SNK
- SNKゲーム・ミュージック（1987年2月25日、2001年8月1日復刻）

ナムコ
- ナムコ・ゲーム・ミュージックVOL.1（1987年7月25日、2003年3月19日復刻）
- ナムコ・ゲーム・ミュージックVOL.2（1987年8月25日、2003年4月23日復刻）

エニックス
- エニックス・ゲーム・ミュージック（1987年10月25日）

日本ファルコム
- ファルコム・ゲーム・ミュージック（1987年11月8日）

アイレム
- R-TYPE -アイレム・ゲーム・ミュージック（1988年1月25日）

データイースト
- データイースト・ゲーム・ミュージック（1988年5月10日）

その他
- エキスポの万国大戦略／EXPO（1987年9月25日）
  - 松前公高と山口優によるユニット「EXPO」のアルバム。
- G.M.O.クリスマス・ソングス（1987年11月28日、2005年11月2日復刻）
  - クリスマスソングをPSG音源で演奏した企画盤。

### 後期
コナミ
- コナミ・ゲーム・ミュージック・スペシャル（1988年8月25日）
  - ベストアルバム。[3]

アイレム
- ビジランテ（1988年12月21日）
- 最後の忍道（1988年12月21日）
- イメージファイト（1989年1月25日）

古代祐三
- ザ・スキーム（サウンドボードIIバージョン）（1989年4月10日、2002年8月21日復刻[4]）
- ザ・スーパー忍&ワークス（1989年12月25日）
- アクトレイザー（1991年1月25日）
- ミスティ・ブルー（1991年4月21日）
- ベア・ナックル（1991年9月21日）
- 交響組曲アクトレイザー（1991年9月21日）
- 高橋名人の大冒険島（1992年1月21日）
- アーリー・コレクション（1992年7月21日）
- ベア・ナックルII（1993年1月21日）
  - 川島基宏との共作。
- ベア・ナックルIII（1994年8月24日）
  - 川島基宏との共作。

ハドソン
- スペース・アドベンチャー コブラII オリジナル・スーパー・サウンドトラックス（1991年9月21日）

任天堂
- スーパーマリオランド／アンバサダーズ・オブ・ファンク フィーチャリング・M.C.マリオ（1993年3月21日）
- ゴー・マリオ・ゴー!／アンバサダーズ・オブ・ファンク フィーチャリング・M.C.マリオ（1993年6月1日）
- スーパーマリオ・コンパクトディスコ／アンバサダーズ・オブ・ファンク フィーチャリング・M.C.マリオ（1993年8月1日）

セガ
- ソニック・アンド・ナックルズ&ソニック・ザ・ヘッジホッグ3（1994年10月19日）
- ソニック・ザ・ヘッジホッグ－リミックス（1994年12月7日）